# الحدود الأرمنية التركية

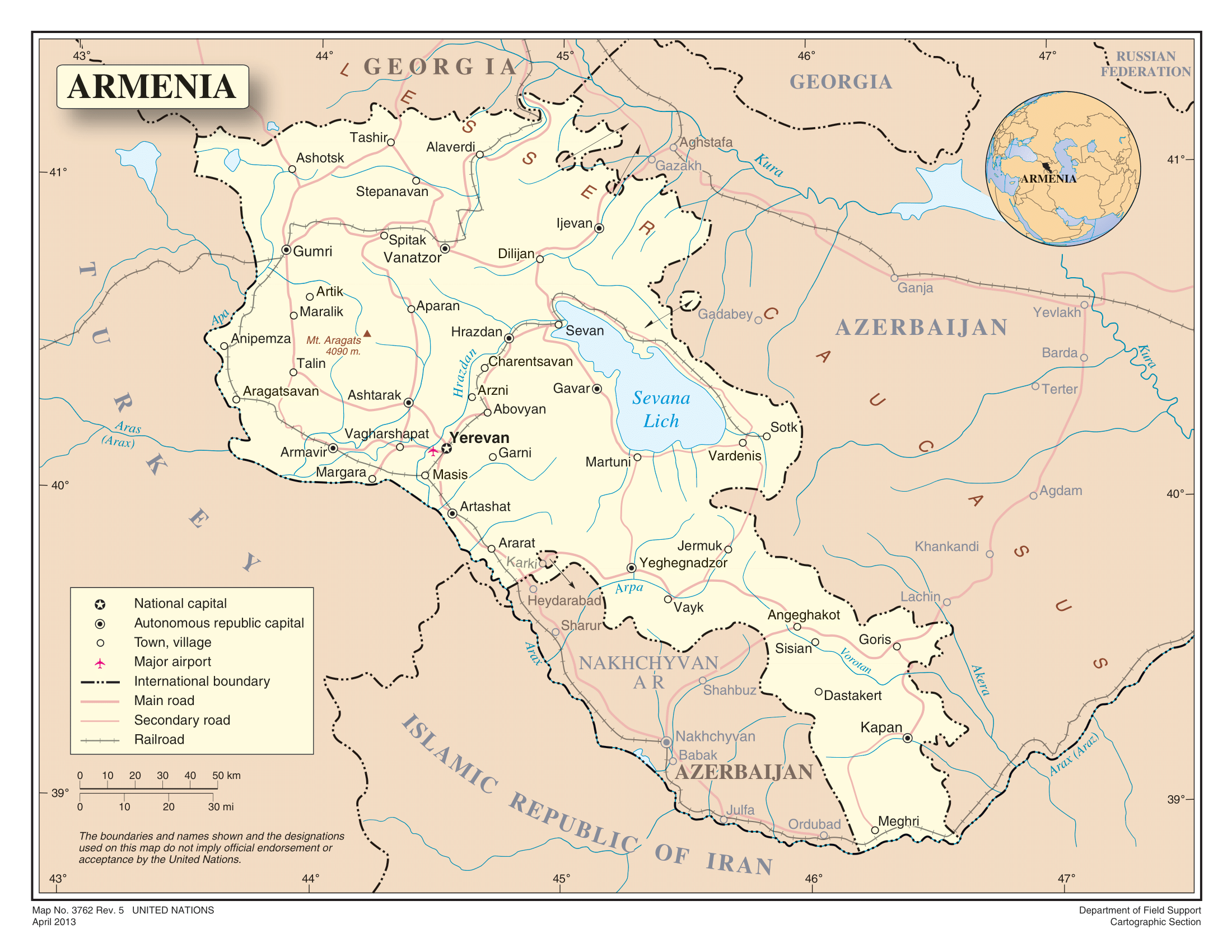
خريطة أرمينيا مع تركيا إلى الغرب

الحدود الأرمنية التركية (بالأرمنية: Հայաստան–Թուրքիա սահման)‏، (بالتركية: Ermenistan–Türkiye sınırı)‏ هي حدود بطول 311 كم (193 م) وتمتد من النقطة الثلاثية مع جورجيا في الشمال إلى النقطة الثلاثية مع أذربيجان في الجنوب.

## الوصف
تبدأ الحدود من الشمال عند النقطة الثلاثية مع جورجيا غرب بحيرة آربي مباشرة وتتقدم جنوبًا عبر سلسلة من الخطوط غير النظامية عبر المرتفعات الأرمنية. وعند الوصول إلى نهر أخوریان، فإنها تتبع النهر جنوبًا حتى نقطة التقاء نهر آراس، ثم تتبع نهر آراس حيث يتدفق شرقًا ثم جنوبًا شرقية، وصولًا إلى النقطة الثلاثية مع جمهورية نخجوان الذاتية الأذربيجانية. تقع أطلال آني القديمة بجوار الحدود مباشرة على الجانب التركي.

## التاريخ

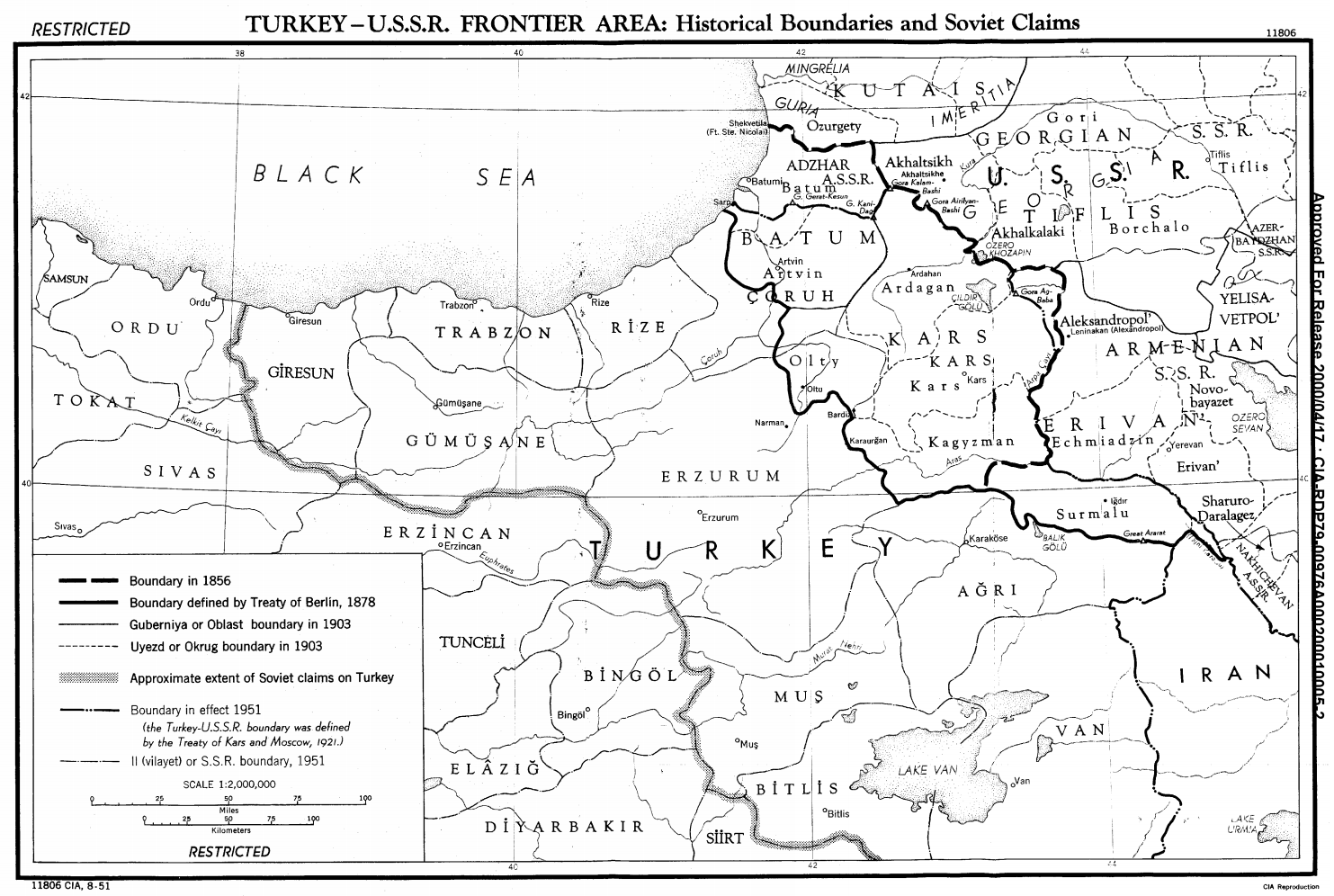
خريطة للحدود المتغيرة بين روسيا والإمبراطورية العثمانية في القرن التاسع عشر

خلال القرن التاسع عشر، كانت منطقة القوقاز محل نزاع بين الدولة العثمانية المنهارة وبلاد فارس وروسيا، والتي كانت تتوسع جنوبًا. احتلت روسيا معظم أراضي بلاد فارس القوقازية بحلول عام 1828، بما في ذلك كل ما يُعرف الآن بأرمينيا (يُطلق عليها أرمينيا الشرقية)، ثم حولت انتباهها إلى الدولة العثمانية. ومع معاهدة أدريانوبل لعام 1829 التي أنهت الحرب الروسية التركية (1828-1829)، والتي استحوذت روسيا بموجبها على معظم جورجيا الحديثة، اعترف العثمانيون بالسيادة الروسية على أرمينيا الشرقية.
وبموجب معاهدة سان ستيفانو، التي أنهت الحرب الروسية العثمانية (1877–1878)، اكتسبت روسيا أرضًا كبيرة في ما يُعرف الآن بشرق تركيا (يُطلق عليه أرمينيا الغربية)، مما أدى إلى توسيع الحدود العثمانية الروسية جنوبًا غربًا. مكاسب روسيا من باتومي، قارص، وأرداهان من خلال معاهدة برلين (1878)، مع أنها اضطرت إلى إعادة الجزء الخلفي من المنطقة المحيطة ببايزيد (الحديث دوغبايزيد) ووادي إليسكيرت.
خلال الحرب العالمية الأولى، غزت روسيا المناطق الشرقية من الدولة العثمانية. وفي الفوضى التي أعقبت الثورة الروسية عام 1917 سعت الحكومة الشيوعية الجديدة على عجل إلى إنهاء مشاركتها في الحرب ووقعت معاهدة برست ليتوفسك في عام 1918 مع ألمانيا والدولة العثمانية. وبموجب هذه المعاهدة، أعادت روسيا المناطق التي حصلت عليها معاهدتَا سان ستيفانو وبرلين السابقتين.
وسعيًا منها للحصول على الاستقلال عن كلتا الإمبراطوريتين، أعلنت شعوب جنوب القوقاز قيام جمهورية اتحادية ديمقراطية عبر القوقاز في عام 1918 وبدأت محادثات سلام مع العثمانيين. أدت الخلافات الداخلية إلى مغادرة جورجيا للاتحاد في مايو 1918، تلاها بعد ذلك بوقت قصير أرمينيا وأذربيجان. ومع غزو العثمانيين للقوقاز واكتسابهم الأرض بسرعة، اضطرت الجمهوريات الثلاث الجديدة إلى توقيع معاهدة باطومي في 4 يونيو 1918، والتي اعترفت بموجبها بحدود ما قبل عام 1878. كانت أرمينيا على وجه الخصوص تعاني من آثار الإبادة الجماعية للأرمن التي نفّذها العثمانيين، والتي أدت إلى فرار أعداد كبيرة من اللاجئين من أرمينيا الغربية.
ومع هزيمة الدولة العثمانية في أوروبا والجزيرة العربية، خططت قوات الحلفاء لتقسيمها عبر معاهدة سيفر عام 1920. اعترفت المعاهدة باستقلال جورجيا وأرمينيا، ومنحت كلاهما أراض شاسعة في شرق تركيا (في حالة أرمينيا أطلق عليها اسم «أرمينيا الويلسونية» على اسم الرئيس الأمريكي وودرو ويلسون)، مع تمديد حدود أرمينيا وجورجيا في وقت لاحق. لقد كان القوميون الأتراك غاضبين من المعاهدة، مما ساهم في اندلاع حرب الاستقلال التركية؛ أدى النجاح التركي في هذا الصراع إلى إهمال معاهدة سيفر. تم تعزيز المكاسب العثمانية في أرمينيا من خلال معاهدة ألكسندروبول (1920).
في عام 1920، غزا الجيش الأحمر الروسي أذربيجان وأرمينيا، منهيًا استقلالهما، وتبعتهما بعد ذلك بوقت قصير جورجيا. ومن أجل تجنب حرب روسية تركية شاملة، وقع البلدان على معاهدة موسكو في مارس 1921، التي أنشأت حدودًا سوفيتية عثمانية مُعدلة. ومع ذلك دار قتال آخر على الأرض وتوقفت المحادثات؛ تم تأكيد بنود المعاهدة لاحقًا من خلال معاهدة قارص في أكتوبر 1921، حيث أنهت ما هو الآن الحدود الأرمينية التركية في وضعها الحالي. ثم تم ترسيم الحدود على الأرض في مارس 1925 حتى يوليو 1926 من قبل لجنة سوفيتية تركية مشتركة. تم الاعتراف باستقلال تركيا بموجب معاهدة لوزان لعام 1923.

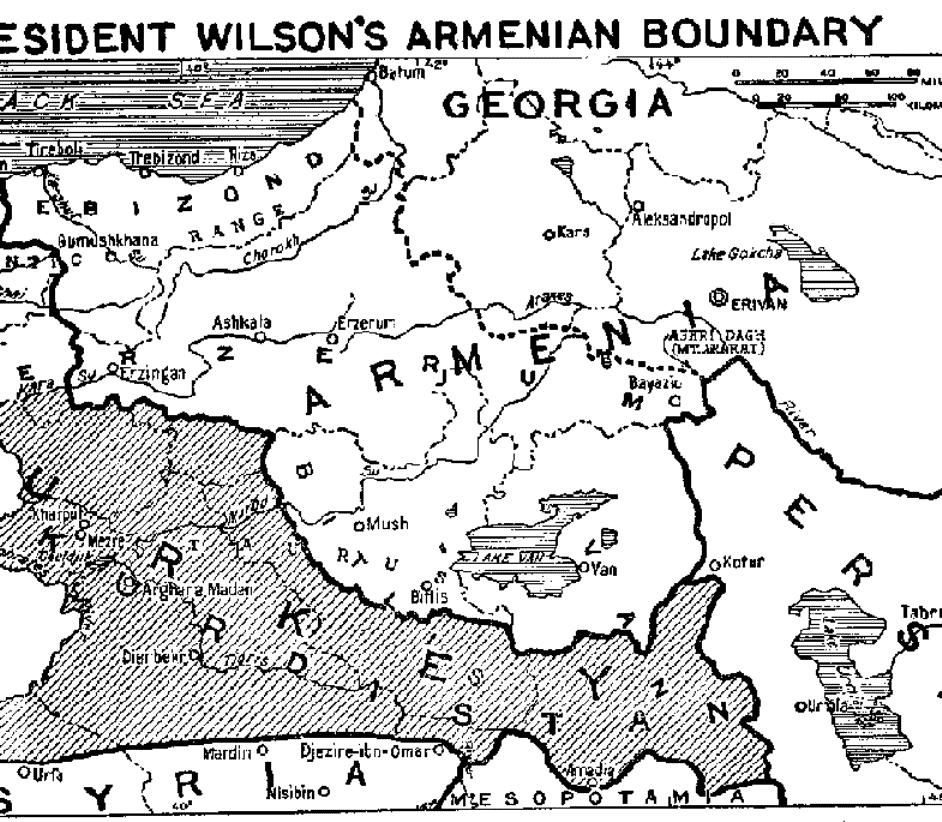
خريطة "أرمينيا الويلسونية"

في عام 1936 تم دمج أرمينيا في البداية مع أرمينيا وأذربيجان في جمهورية ما وراء القوقاز السوفيتية الاشتراكية داخل الاتحاد السوفيتي، قبل أن يتم تقسيمها إلى جمهورية أرمينيا الاشتراكية السوفيتية. كما ظلت حدود معاهدة قارص قائمة، رغم الاحتجاجات السوفيتية العرضية بضرورة تعديلها، لا سيما في عام 1945 رفضت تركيا، بدعم من الولايات المتحدة، مناقشة الأمر، وألغى السوفييت القضية، سعيًا منهم لتحسين العلاقات مع جارهم الجنوبي.
وبعد انهيار الاتحاد السوفيتي في عام 1991، حصلت أرمينيا على استقلالها وورثت قسمها من الحدود بين تركيا والاتحاد السوفيتي. ومع اعتراف تركيا باستقلال أرمينيا، إلا أن العلاقات بين البلدين توترت على الفور تقريبًا وأُغلقت الحدود: عارضت تركيا المطالبات الوحدوية بشرق تركيا من قبل القوميين الأرمن الذين يدافعون عن «أرمينيا الموحدة»، وكذلك جهود أرمينيا لتحقيق الاعتراف الدولي بالإبادة الجماعية للأرمن؛ كما دعمت تركيا حليفتها الوثيقة أذربيجان في الحرب ناغورني قره باغ (أرتساخ). الأولى تحسنت العلاقات بشكل طفيف في العقد الأول من القرن الحادي والعشرين، مما أدى إلى توقيع بروتوكولات زيورخ في عام 2009، حيث كان من المتوقع إعادة فتح الحدود. لكن المحادثات تعثرت ولا تزال الحدود مغلقة.

## مستوطنات بالقرب من الحدود

### أرمينيا
- Amasia
- Byurakn
- غيومري
- Akhurik
- Haykadzor
- Anipemza
- تاليك
- غيتاب
- Aragatsavan
- Bagaran
- فاناند
- Yervandashat
- Armavir
- Nalbandyan
- نيزامي
- Janfida
- Pshatavan
- Margara
- رانتشبار
- ماسيس
- مخدتشيان
- Artashat
- لوسارات
- يغيغنافان
- أرارات
- أيغافان
- أرارات

### تركيا
- Duruyol
- آكياكا
- قارص
- Kocaköy
- توزلوجا
- إغدير
- قره كويونلو
- Alican
- Taşburun
- آراليك

## المعابر
كانت هناك ثلاثة معابر على طول الحدود بأكملها، اثنان منها لحركة مرور المركبات وواحد لحركة مرور المركبات والسكك الحديدية، ولكن جميعها مغلقة حاليًا.
| نقطة تفتيش تركية | المحافظة | حاجز أرمني | المحافظة | تاريخ الافتتاح              | الطريق في تركيا | الطريق في أرمينيا | الحالة |
| ---------------- | -------- | ---------- | -------- | --------------------------- | --------------- | ----------------- | ------ |
| أكياكا           | قارص     | أخوريك     | شيراك    | 4 سبتمبر 1953-11 يوليو 1993 |                 |                   | مغلق   |
| أليكان           | إغدير    | مارجارا    | آرماوير  | 1993                        |                 |                   | مغلق   |

## معرض الصور

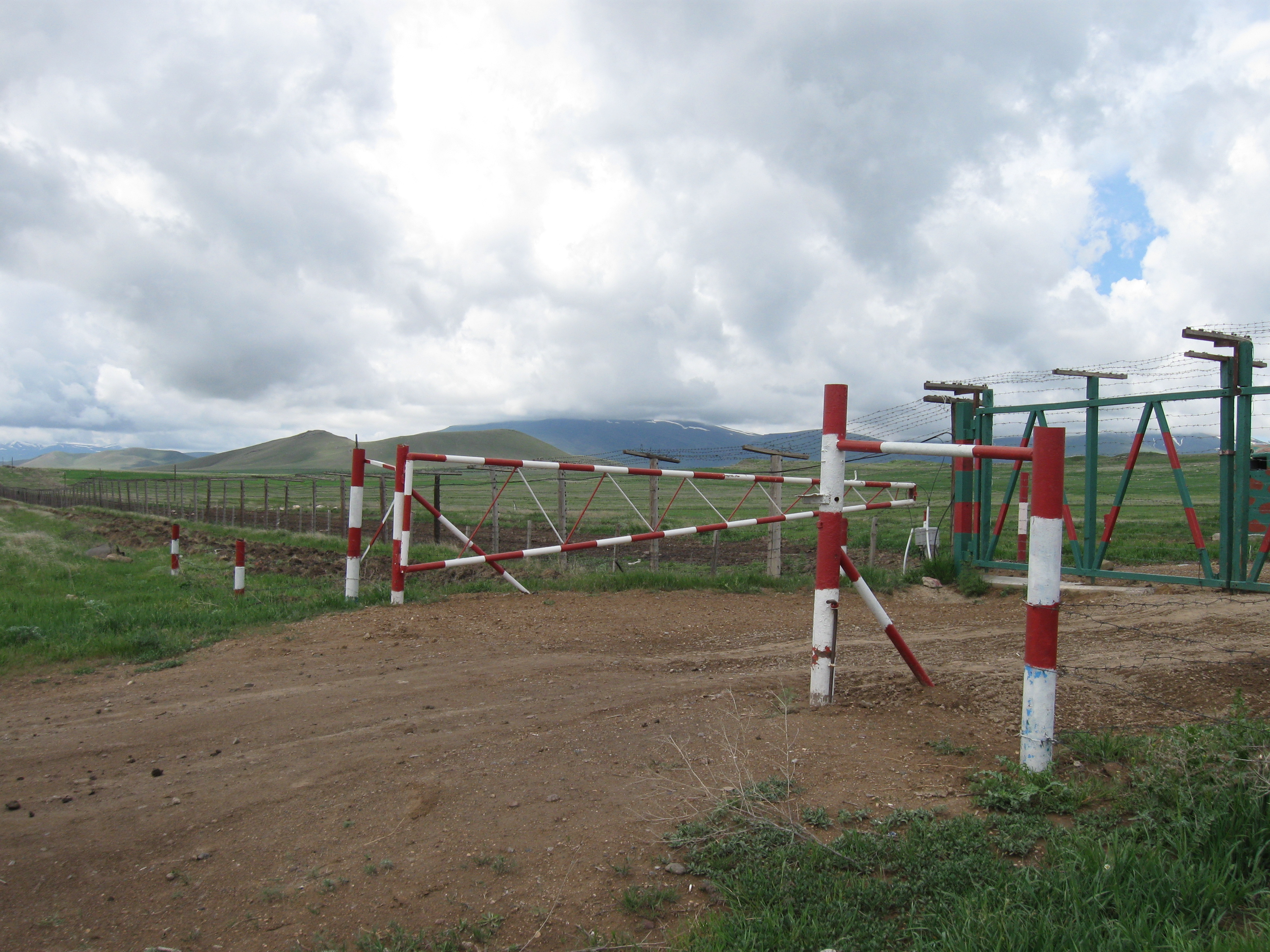
سياج حدودي بالقرب من العاني
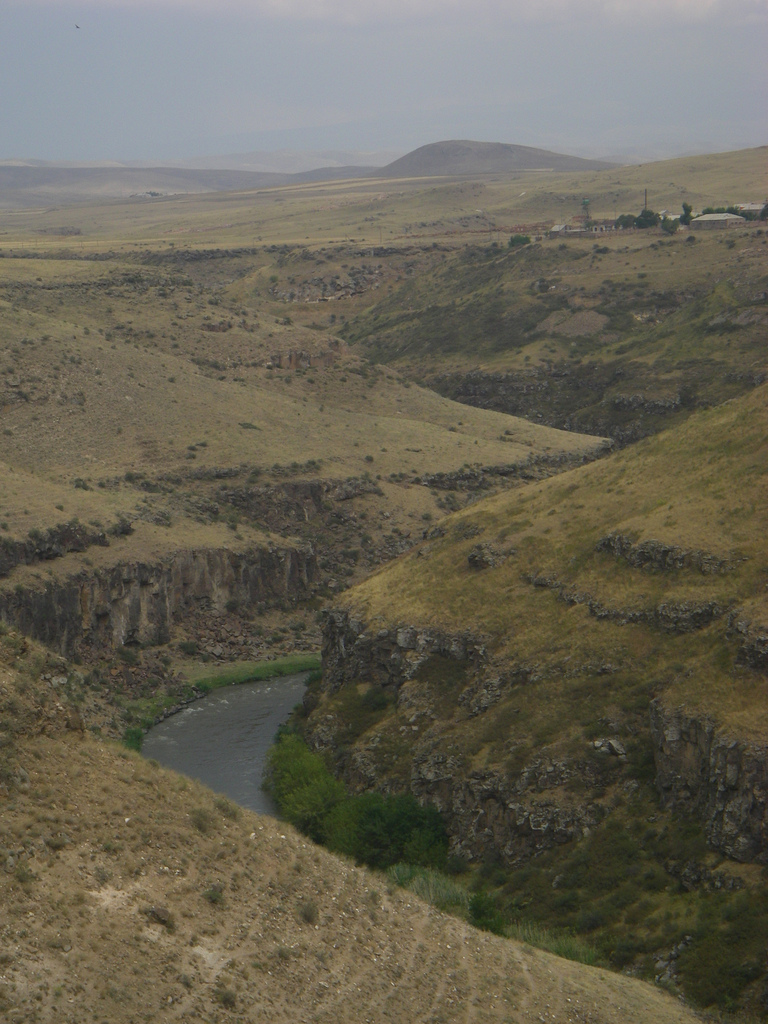
الحدود على طول نهر Arkhurian
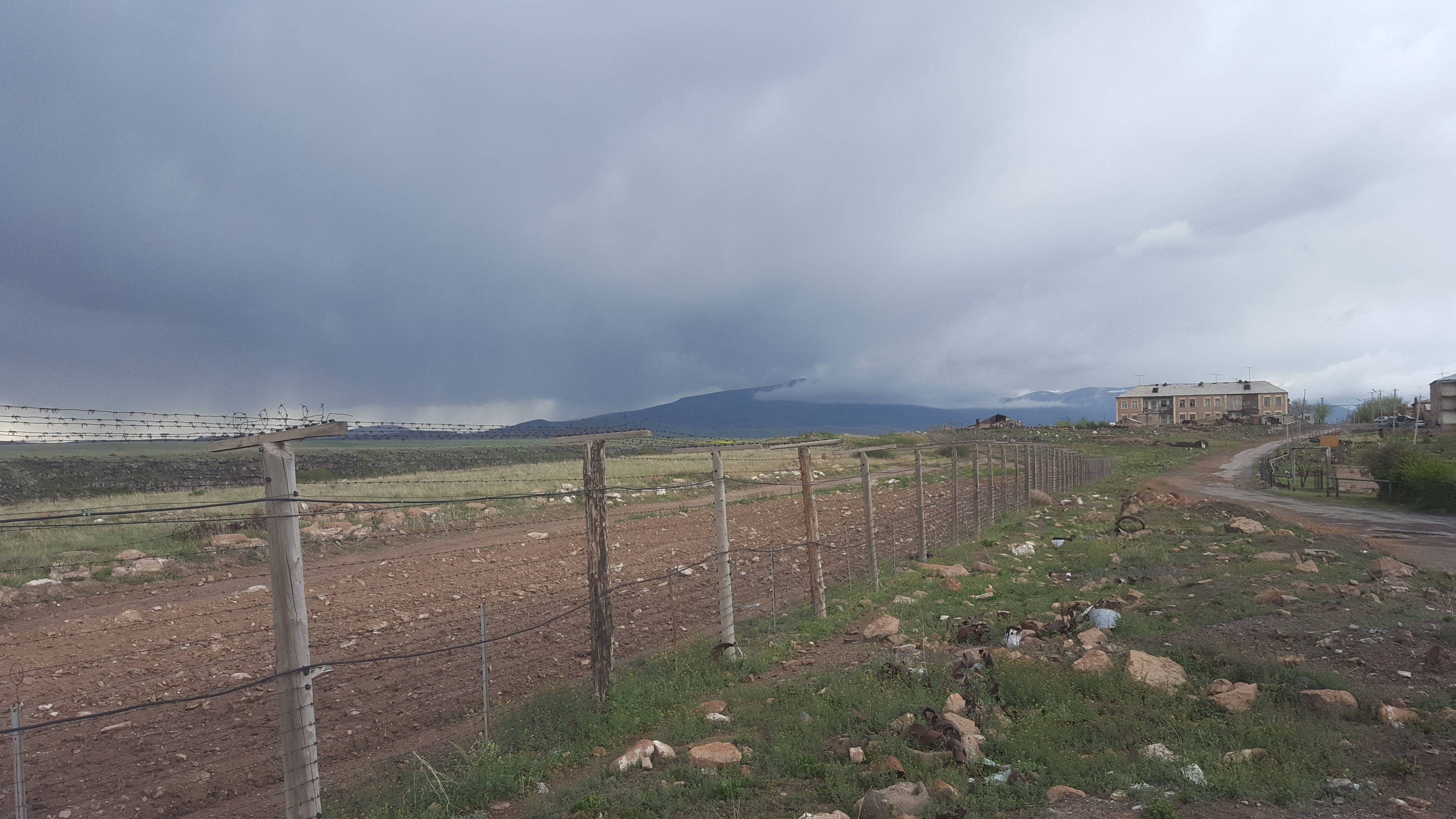
سياج حدودي بالقرب من ييرويك
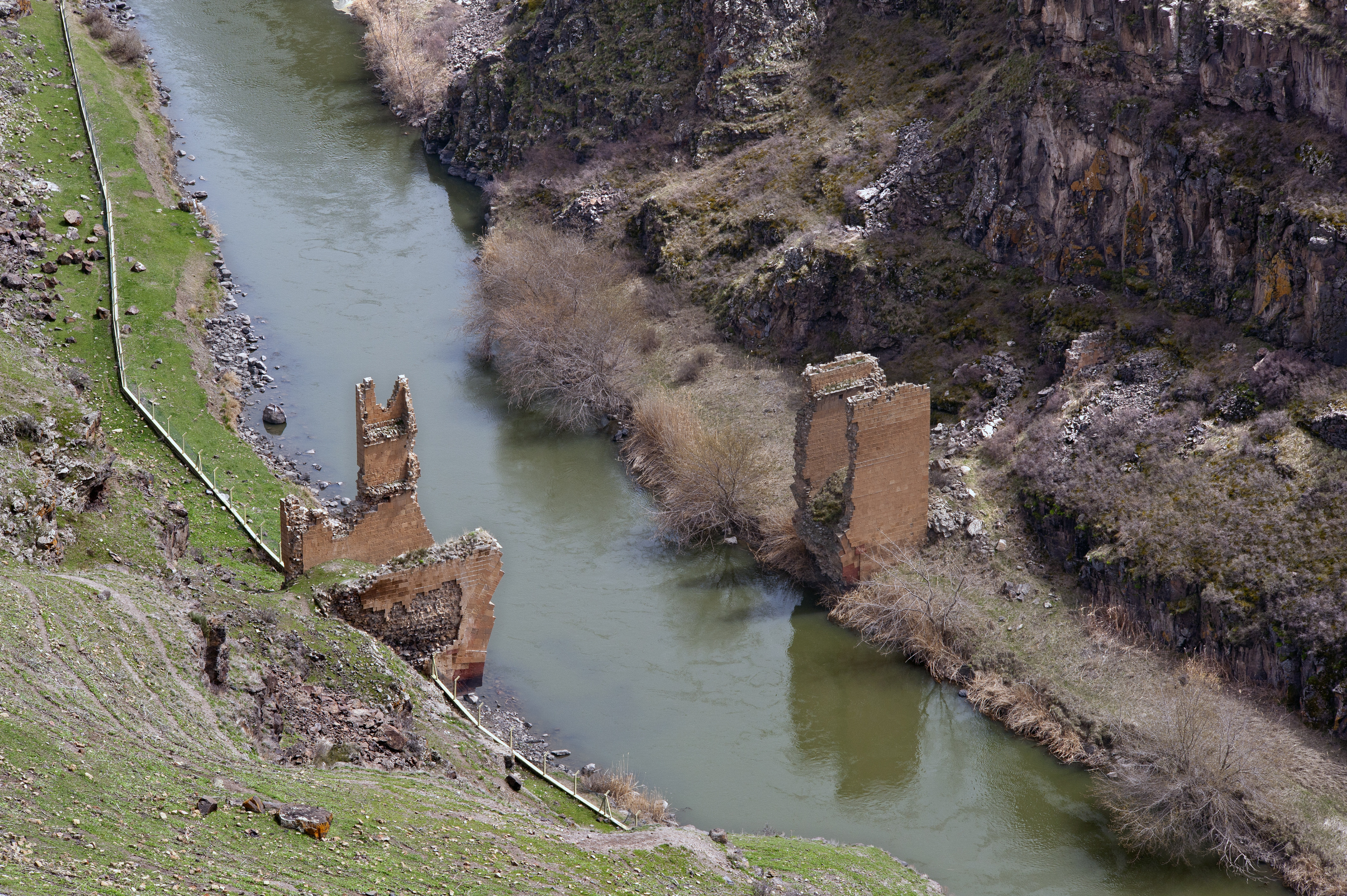
الجسر المدمر فوق نهر أرخوريان
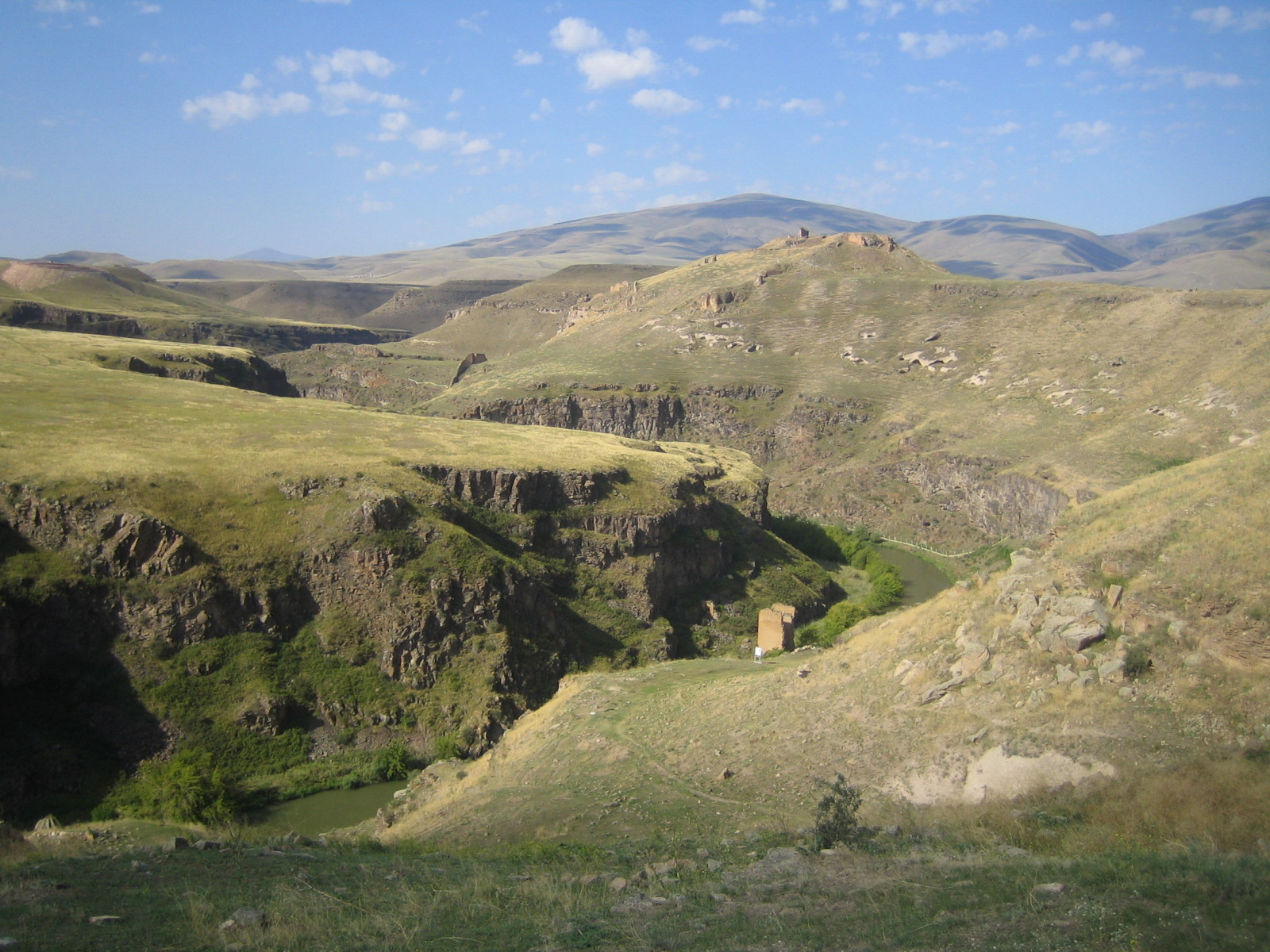
الحدود بالقرب من العاني
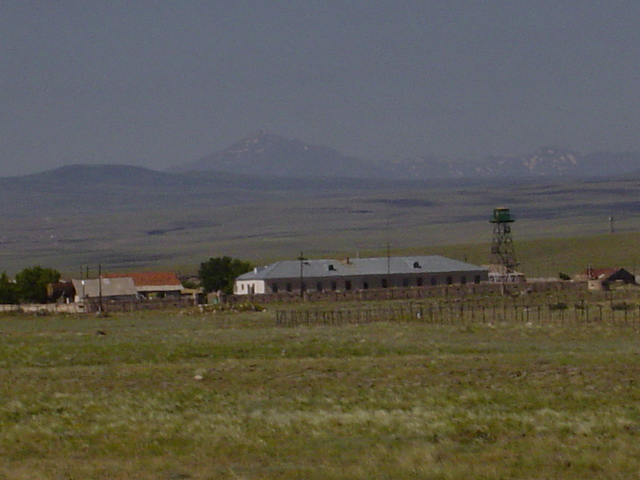
نقطة حدودية أرمينية